# Dahra (massiccio)
Il Dahra è un'ampia e variegata catena montuosa, che fa parte dell'Atlante Telliano. 

## Descrizione
La catena montuosa si estende da Algeri a est, corre lungo la costa mediterranea fino a raggiungere la foce del Chelif vicino a Mostaganem all'estremità occidentale. 
La sua vetta più alta è il monte Zaccar, alto 1550 m, a nord di Miliana, cittadina costruita sulle sue pendici. Gli abitanti della zona della catena sono berberi.
Il massiccio è coperto da vegetazione mediterranea, con alcune aree poste a coltivazione.